# Thomas Baring (1826-1904)
Pour les articles homonymes, voir Thomas Baring et Baring.
Thomas George Baring, 1er comte de Northbrook (Londres, 22 janvier 1826-Stratton Park, 15 novembre 1904) est un homme politique britannique, Vice-roi des Indes (1872-1876) et Premier Lord de l'Amirauté (1880-1885).

## Biographie
Fils de Francis Baring et de sa première épouse Jane Grey, il fait ses études à la Twyford School et à Christ Church (Oxford) où il est diplômé en 1846.

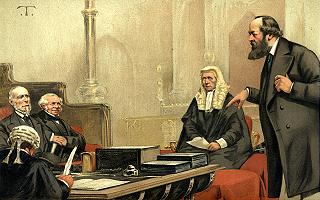
Caricature des Lords Thomas Baring, Granville Leveson-Gower, Roundell Palmer Selborne et Robert Cecil Salisbury publiée dans Vanity Fair le 5 juillet 1882

Il commence sa carrière politique comme secrétaire privé de Henry Labouchere, Sir George Grey puis Charles Wood. En 1857, il entre à la Chambre des communes du Royaume-Uni comme représentant de Penryn and Falmouth (UK Parliament constituency) (en). Lord de l'Amirauté (1857-1858), sous-secrétaire d'État à la Guerre (1861), sous-secrétaire d'État à l'Inde (1861-1864), sous-secrétaire d'État à l'Intérieur (1864-1866), il devient en 1866, secrétaire de l'Amirauté.
En 1868, à l'arrivée au pouvoir de William Ewart Gladstone, il retrouve sa place de sous-secrétaire d'État à la Guerre, poste qu'il occupe jusqu'à sa nomination comme Vice-roi des Indes en février 1872. Il en démissionne en janvier 1876.
Premier Lord de l'Amirauté (1880-1885), il est envoyé en septembre 1884 en Égypte pour enquêter sur les finances britanniques de l'État.
En 1890, il devient Lord Lieutenant du Hampshire et de 1890 à 1893, préside la Royal Asiatic Society of Great Britain and Ireland.

## Hommages
- Une des tours du Ghanta Ghar (Multan) à Multan au Pakistan, le Northbrook Hall (en) à Dacca au Bangladesh et l'île Northbrook dans l'archipel François-Joseph, portent son nom.